# Блум, Джейми
Джейми Блум (англ. Jamie Bloem, родился 26 мая 1971 в Мельбурне) — австралийский и южноафриканский регбист и игрок в регбилиг. В клубах по регбилиг играл на протяжении 13 лет.

## Ранние годы
Родился в Мельбурне, позже переехал в ЮАР. Занимался карате и теннисом, выступая от ЮАР на юниорских соревнованиях, а также был рекордсменом в тройном прыжке среди юношей не старше 16 лет. В классическом регби играл на позициях винга и фулбэка, выигрывал с командой школьные соревнования; играл за команду вооружённых сил ЮАР и за кейптаунский клуб «Милнертон».

## Регбилиг

### ЮАР
Карьеру игрока в регбилиг Блум начал, поскольку не нашёл себя в классическом регби и не видел перспектив играть за «спрингбоков». Его первым клубом стал «Кейптаун Костерс». Дважды он играл против России во время её турне, однако обе встречи южноафриканская команда Блума проиграла.

### Англия
Для продолжения карьеры Блум переехал в Англию, где стал игроком «Каслфорда», но в Суперлиге сыграл всего один матч. Позже он перешёл в команду второго дивизиона «Олдем», где получил больше практики, сыграв 11 встреч. В 1993 году он перешёл в команду «Донкастер», которая вышла в Суперлигу и дошла до четвертьфинала Кубка Вызова, что стало потрясением для английского регбилиг — в команде играл ряд молодых звёзд.
В первом же матче сезона 1994 года «Донкастер» расправился над командой «Сент-Хеленс», а Блум занёс две попытки: утверждалось, что команда впервые за 43 года показала выдающуюся игру. Однако Блум при этом стал агрессивнее на поле, устроив несколько драк и получив ряд дисквалификаций: за высокий захват и за удар в челюсть. В ноябре того же года он стал первым игроком в истории регбилиг, дисквалифицированным за употребление допинга — он принимал анаболические стероиды типа «нандролон», за что получил двухлетнюю дисквалификацию. На допросах он утверждал, что знал минимум 12 игроков английской Суперлиги, злоупотреблявших стероидами. Причиной употребления нандролона стала грыжа, от которой Блум пытался избавиться: он делал всего пару инъекций каждую неделю на протяжении пяти недель и употреблял таблетки «дианабол». Из-за дисквалификации был разорван подписанный только что контракт с клубом «Лидс Райноз» и контракт с «Донкастером».
Последующую карьеру Блум проводил в клубах «Уиднес Вайкингз» и «Галифакс», в котором играл в Суперлиге в 1998—2002 и 2004—2005 годах. В 2001 году его обвинили в расистских оскорблениях в адрес одного из резервных игроков. В 2003 году играл за команду «Хаддерсфилд Джайентс», был одним из результативнейших игроков (в одном из матчей против «Каслфорд Тайгерс» трижды забивал с игры).

### Игры за сборную
Блум выступал с 1992 по 2000 годы за сборную ЮАР, будучи её капитаном. С командой сыграл на чемпионате мира 2000 года в Англии, но проиграл все три матча. В 2004 году сыграл два матча за сборную Шотландии, за которую мог выступать как шотландец по матери.

## В классическом регби
Несмотря на выступление в регбилиг, Блум совмещал выступления с играми за английские команды классического регби: «Галифакс», «Торненсианс» (Торн, Донкастер) и «Олд Бродлейанс» (Хипперхолм, Галифакс, Западный Йоркшир). С командой «Олд Бродлейанс» он впервые за 75 лет сумел подняться в лигу статусом выше. В сезоне 2007/2008 он был играющим тренером «Олд Ришвортианс» (город Ришворт, Галифакс, Западный Йоркшир), став лучшим бомбардиром и набрав 375 очков с командой, а перед сезоном 2013/2014 стал играющим тренером «Галифакс Вэндалс». Помимо этого, Блум был игроком французского клуба «Расинг Метро 92»

## После игровой карьеры
После карьеры игрока Блум работал комментатором для радиостанций BBC, а также судил матчи по регбилиг (так, 30 октября 2010 года он судил матч в Гётеборге между Норвегией и Швецией). По состоянию на 2012 год проживал в Галифаксе и владел компанией, занимавшейся ландшафтной архитектурой.

## Личная жизнь
Имеет южноафриканские и шотландские корни. Жена — Луиза (в 2012 году говорил, что знает её больше 18 лет, а в браке они состоят 15 лет). Есть дочь Изабель, которая занимается лёгкой атлетикой. В 2012 году выпустил автобиографию «Блум: в расцвете сил» (англ. In Full Bloem).
В 2012 году Блума обвинили в домогательствах к несовершеннолетней девушке, которые якобы имели место во время празднования выхода любительского клуба «Стэйнленд» в более высокую лигу, когда на праздновании были 15 мужчин и 5 девушек. Обвинения через 3 месяца были сняты. Однако, по словам Блума, в течение трёх месяцев в его адрес сыпались оскорбления, а дважды ему угрожали смертью.